# 李毅 (主教)
李毅（OFM，聖名方濟，1923年—2012年5月24日），男，山西长治人，天主教潞安教區第二任正權主教，獲梵蒂岡承認，但不獲中國政府承認（該教區的「地上」主教為靳道遠，梵蒂岡只承認其為無轄區主教）。

## 生平
李毅出生於長治，十三歲進入小修院，1943年加入方濟會。在大修院完成神哲學培育後，於1949年晉鐸。晉鐸後任教澳門澳華中學及擔任望德堂副本堂。1951年，入天津大學專攻歷史。畢業後從事牧靈工作，1958年返回長治教區。
1966年因信仰入獄，1985年出獄返回教區，協助恢復教會生活。1998年被李維道主教秘密祝聖為主教。2012年3月開始生病，5月24日因腦梗塞去世。死後仍不能以主教稱謂出殯，只能稱「司牧」。主教2004年祝聖的十位神父之之中，仍有四人不獲政府承認。